# Neuoelsnitz
Neuoelsnitz ist ein Ortsteil der Stadt Oelsnitz/Erzgeb. in Sachsen.

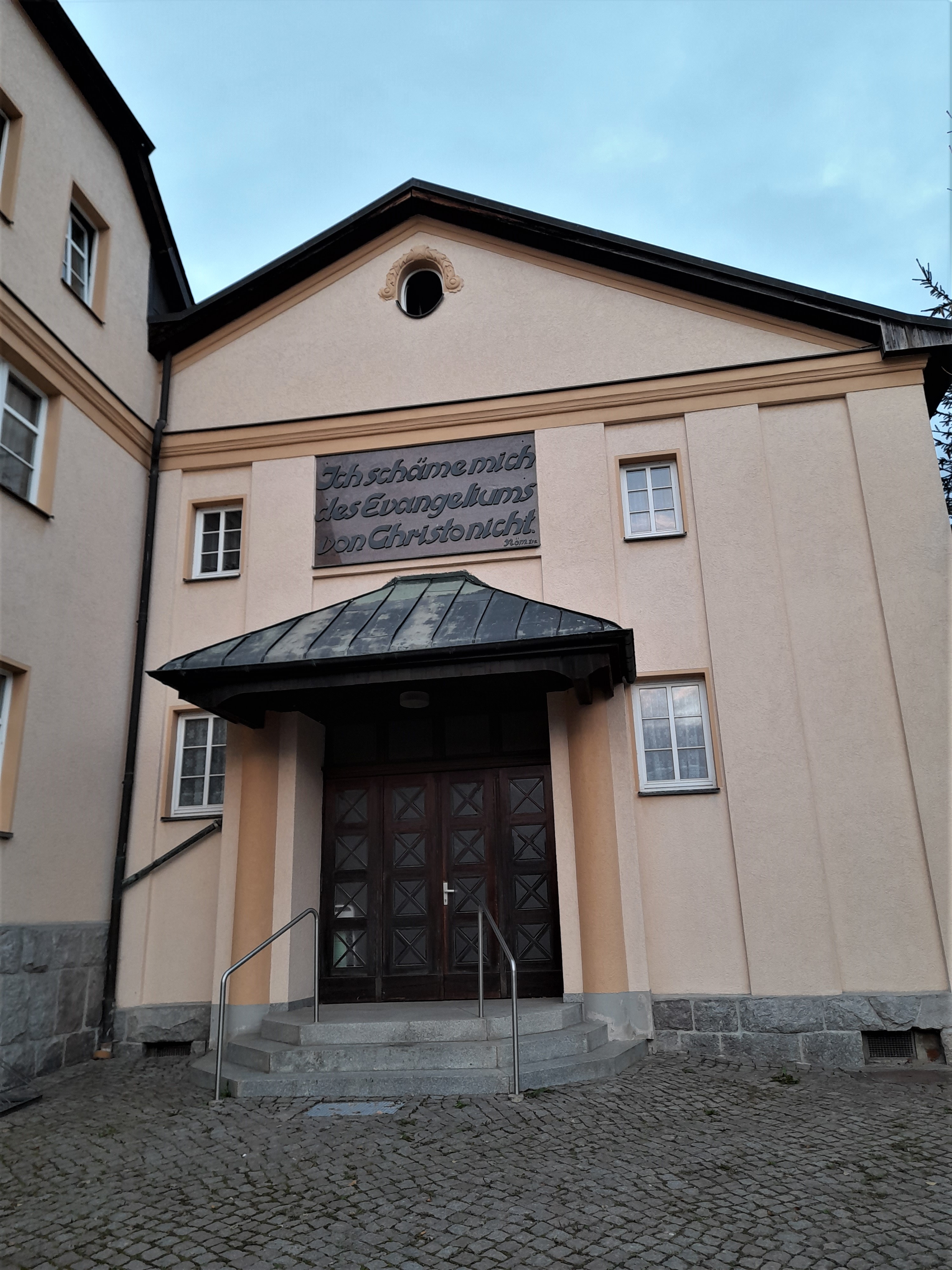
Kreuzkirche Neuoelsnitz

## Lage
Neuoelsnitz liegt nordwestlich von Stollberg und östlich von Oelsnitz im Norden des Erzgebirgskreises auf etwa 402 m Höhe. Durch den Ortsteil fließt der Höhlbach.

## Geschichte
Der Ort wurde Mitte des 19. Jahrhunderts als Ortsteil von Oelsnitz gegründet. Bekannte Namensformen waren Neuer Anbau (1862), Neuölsnitz (Neuer Anbau) (1875) und Neuölsnitz (1908). 1875 wurden 653 Einwohner gezählt. Ab 1875 gehörte der Ort zur Amtshauptmannschaft Chemnitz, ab 1910 zur Amtshauptmannschaft Stollberg, 1950 zum Landkreis Zwickau und ab 1952 zum (Land-) Kreis Stollberg, bis dieser 2008 zum Erzgebirgskreis fusionierte.
In Neuoelsnitz gibt es die Kreuzkirche sowie den Bahnhof Neuoelsnitz, von dem die Bahnstrecke Neuoelsnitz-Wüstenbrand ausging.

## Belege
1. ↑  Oelsnitz, Neu- – HOV | ISGV. Abgerufen am 15. August 2023.